# Plaza de Santa Ana (Madrid)
La plaza de Santa Ana (también llamada plaza del Príncipe Alfonso) es un espacio abierto del barrio de Cortes, en el distrito Centro de Madrid. Data de 1810 y a lo largo de su historia ha sufrido numerosos procesos de urbanización que han modificado su aspecto con diversa fortuna. En su perímetro se encuentran edificios como el del Teatro Español y el Hotel Reina Victoria, y esculturas de dramaturgos como Pedro Calderón de la Barca y Federico García Lorca. Situada en el corazón del llamado barrio de las Letras, su espacio queda delimitado por la calle del Príncipe, al este, la calle del Prado, al sur, dando solo numeración a sus flancos oeste y norte, donde confluyen la plaza del Ángel y la calle Núñez de Arce.

## Historia

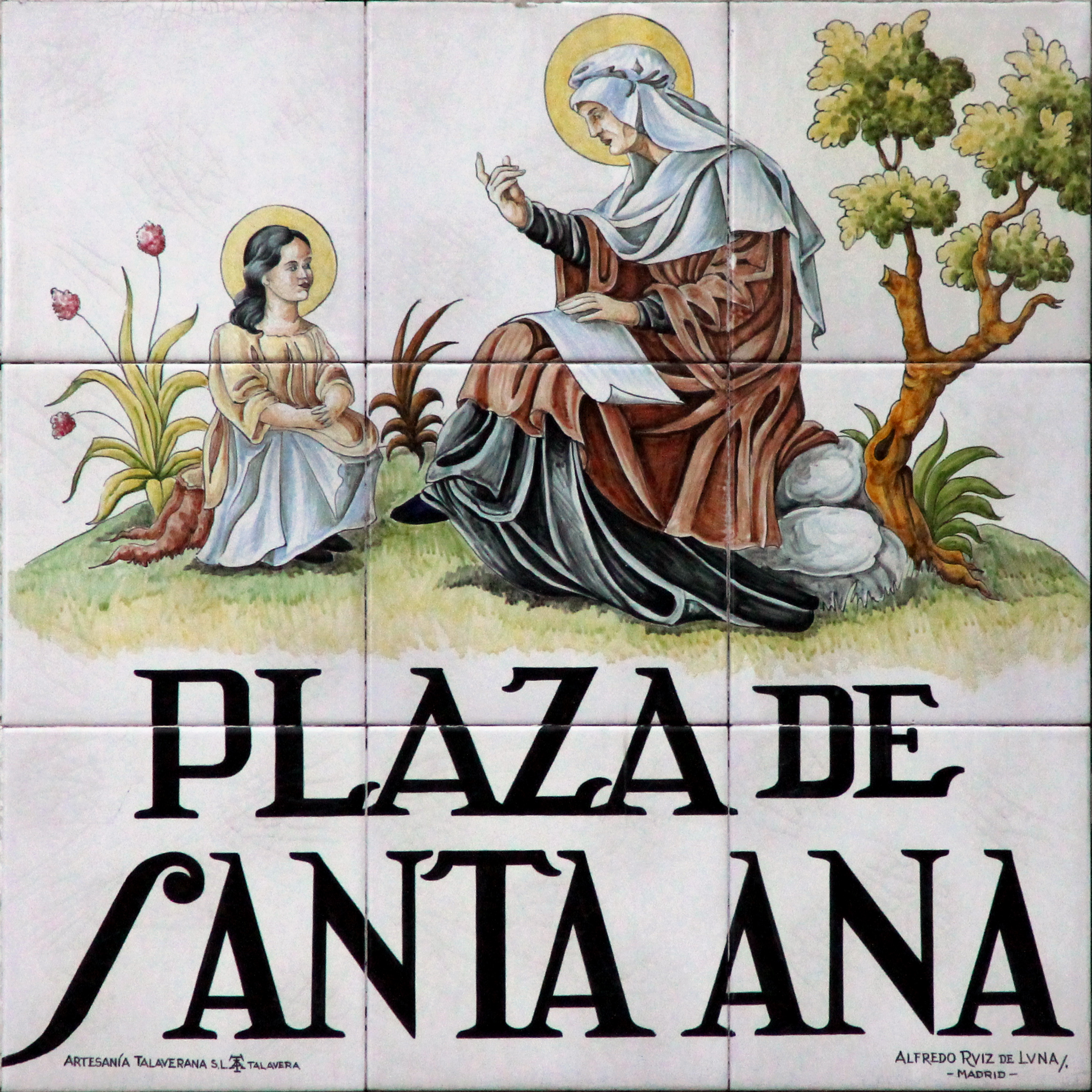
Azulejo con Santa Ana enseñando a la Virgen María

La plaza se encuentra en el espacio de la manzana 215, que hasta 1810 ocuparon la iglesia, monasterio, jardines y huertos del convento de las religiosas carmelitas descalzas de San José y Santa Ana.
Santa Teresa de Ávila quiso fundar un convento de carmelitas descalzas en Madrid. Su discípulo, san Juan de la Cruz, y la monja Ana de Jesús salieron del Convento de San José de Granada, de carmelitas descalzas, que había sido fundado por ellos en 1582, y fundaron el Convento de Santa Ana en una casa de Red de San Luis el 17 de septiembre de 1586. Escogieron a esta santa como la titular del convento por tener el mismo nombre que Ana de Austria. La primera priora fue Ana de Jesús. El 19 de marzo, día de San José, se trasladaron a este lugar y le pusieron de nombre Convento de San José y Santa Ana. Santa Teresa era muy devota de san José y muchos conventos fundados por ella lo tienen como titular. La fundación de este convento es mencionada por los que escribieron de esta ciudad posteriormente, como Ramón de Mesonero Romanos, en sus Paseos histórico-anecdóticos por las calles y casas de esta villa, y Pedro de Répide. La iglesia del monasterio se concluyó en 1611, contando con diez mil ducados donados por la reina Margarita de Austria.
Durante el reinado de José Bonaparte, se derribó el conjunto y sus ocupantes se trasladaron al número 26 de la calle del Prado, para acabar en 1837 con las Comendadoras de Santiago, en el monasterio de Santa Teresa. En 1860 fue bautizada del plaza del Príncipe Alfonso, hijo de Isabel II, pero ocho años después, durante el Sexenio Democrático, tomó el nombre del vicealmirante Topete. Para Mesonero, que la nombra «plazuela de Santa Ana», y para el pueblo madrileño, mantuvo sin embargo el nombre de la santa patrona del desaparecido convento, aunque para alcaldes como Mariano de Cavia fuera la “plaza de la Cerveza”. De forma oficial, la Segunda República Española, le otorgó en abril de 1933 el nombre que conserva en el primer cuarto del siglo xxi.
La plaza modificaría parte de su trazado a partir de octubre de 1850, cuando se aprueba el derribo de los últimos edificios de la calle del Príncipe que ocultaban el Teatro Español, que, concluidas las demoliciones en 1868, pasó así a presidir la plaza.
Un reportaje recogido en la revista Nuevo Mundo, en el año 1900, recoge la tradición que tuvo en esta plaza como mercadillo ornitológico, y la noticia de la propuesta de crear en 1861 una galería acristalada con el nombre de "Mercado de pájaros y flores", que finalmente no debió cuajar.

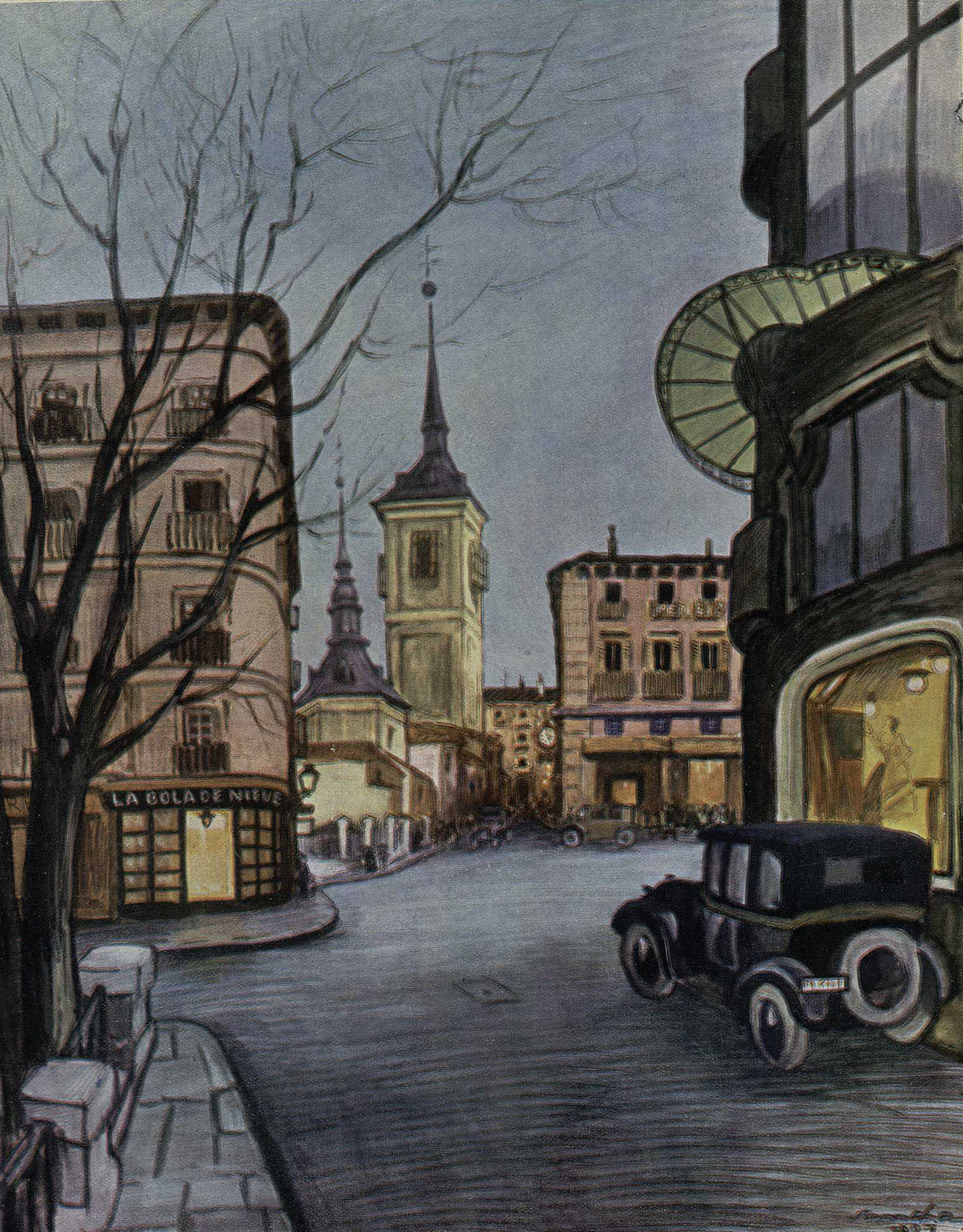
Plaza de Santa Ana en primer plano, plaza del Ángel en segundo plano y al fondo la antigua iglesia de San Sebastián, en una ilustración de Francisco Sancha en La Esfera (1927)

En 1925 se convierte en la primera plaza ‘peatonal’ de Madrid tras las reformas del entonces Jardinero Mayor de la Villa, Cecilio Rodríguez, que fiel a su estilo clasicista limpio y ordenado creó un conjunto tan académico como impopular y carente de romanticismo. No le gustó a los madrileños y mucho menos a los bares, tascas y cervecerías que se quedaron sin terrazas durante casi un cuarto de siglo. Una nueva remodelación de la plaza entre abril de 1944 y marzo de 1945, diseñada por Herrero Palacios para conmemorar la victoria del ejército de Franco, sustituyó árboles por pasillos y una «cerca de herrería artística cerrando toda la plaza y columnas coronadas con jarrones». La obra para un aparcamiento subterráneo iniciada en 1967 acabó con «el último cedro que quedaba». En 2001 se renovó la estructura del aparcamiento y sus accesos, lo que supuso la pérdida de casi todos los jardines que quedaban, dejando un colosal pasillo central que ocupa la plaza en su práctica totalidad.

## Perímetro

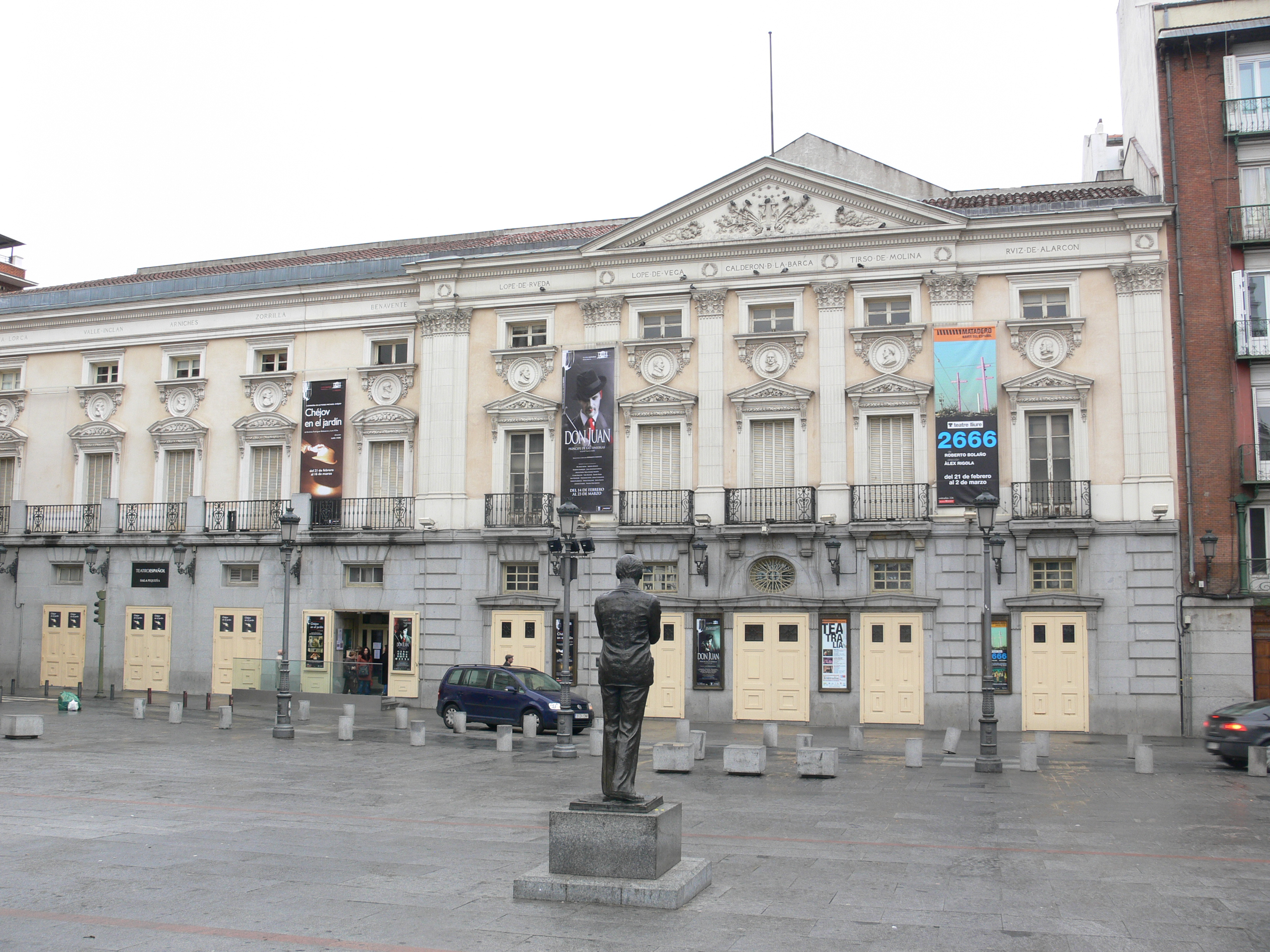
Teatro Español Madrid, en la calle del Príncipe, presidiendo la plaza de Santa Ana

Histórica plaza del Barrio de las Letras, determinada por la presencia desde el siglo xvi de los corrales de comedias de La Pacheca (ca. 1568) y del Príncipe (1582), luego Teatro del Príncipe (1745) y finalmente Teatro Español desde 1849.
También, rodeando la plaza se conservan muy diversos establecimientos de hostelería –algunos de ellos de rancia tradición–, que sobreviviendo a las distintas remodelaciones urbanas cubren con sus terrazas la mayor parte de su superficie. Entre ellos, puede mencionarse la Cervecería Alemana, establecimiento de 1904, frecuentada a lo largo de su historia por funcionarios de la embajada americana, toreros como Luis Miguel Dominguín, o artistas y literatos como Ernest Hemingway; o la cafetería «La Suiza» fundada en 1879 y famosa por su leche merengada. Otro singular establecimiento de la década de 1930 es el antiguo tablao flamenco Villa Rosa, que conserva una llamativa y valiosa azulejería tanto interior como exterior. Abundando en este ambiente popular y típico, habla Mesonero Romanos de esta plaza como paraíso de tascas y raciones, llegando a llamarla el ‘cementerio de las gambas’, por la cantidad de raciones que de estos crustáceos se consumían en las terrazas de la plaza.
En otro ámbito del comercio y el entretenimiento debe mencionarse la librería y editorial de Charles Bailly-Baillière, sucursal de la homónima parisina, que aquí tuvo establecimiento hacia 1860 (y que antes había estado en la calle del Príncipe –como Libería Extranjera– y en la calle de Arango, en Chamberí.
En uno de sus laterales se levantó a principios del siglo xix un atractivo edificio para albergar un hotel y unos grandes almacenes de lujo. El edificio Simeón, ocupó el solar en el que antes estuvo el palacio de los condes de Montijo y Teba, construido hacia 1811 por el arquitecto Silvestre Pérez, y durante su último periodo sede del Casino Militar de Madrid. Diseñado por el arquitecto Jesús Carrasco-Muñoz y Encina entre 1919-1923 (de estilo ecléctico y toques modernistas), se haría famoso por ser la lujosa posada de los toreros más populares, Manolete entre ellos, que por alguna clase de superstición reservaba siempre la habitación número 220. En 1986 se convirtió en el Hotel Reina Victoria.

## Monumentos, esculturas y fuentes
A lo largo de su historia han ocupado distintos espacios de la plaza varios monumentos y conjuntos escultóricos y fuentes (tanto de aguadores como ornamentales).

### Carlos V y el Furor
La escultura más antigua, fue una estatua en bronce de Carlos V, obra de León Leoni, concluida por su hijo Pompeyo, y titulada Carlos V y el Furor. Se colocó coronando una gran fuente, diseñada por Silvestre Pérez, que también ajardinó el recinto general de la plazuela. Se inauguró el 19 de marzo de 1812 en recuerdo del natalicio del emperador representado. Dos años después, cuando el rey Felón recuperó su trono, reclamó asimismo la estatua, capricho que, a priori, no le concedió el Consistorio madrileño argumentando que el monumento estaba “comprometido con el disfrute de la fuente y su adorno” por parte del pueblo de Madrid. Sin embargo, diez años después –agudizadas las medidas represivas de Fernando VII–, el Ayuntamiento solicitó retirar la escultura, argumentando esta vez que el «furor bélico encadenado y negroide a los pies de un emperador con atributos de San Jorge», asustaba a los niños, incomodaba a las damas y soliviantaba a los enemigos de la tiranía. El caso es que Carlos V fue trasladado a los Jardines del Retiro en abril de 1826, pasando a la colección real, y conservándose aún en el Museo del Prado. En el vacío que sobre la fuente dejó Carlos V y su Furor, se puso un monolito piramidal de piedra, estructura simbólica muy del gusto del ‘Rey Deseado’, y considerada por Pascual Madoz como ‘aguja’.
Todavía en 1864, una fotografía tomada ese año por Alfonso Begué muestra la fuente del obelisco –coronado por una estrella de seis puntas– con escudos de la Villa de latón sobre las caras de su estructura y cuatro perchas movibles para el llenado de las cubas de los aguadores. Cuenta Ramón Gómez de la Serna en su poética glosa de la plazuela que en 1865, el Ayuntamiento proyectó sustituir el ridículo y feo monolito por la fuente de la Red de San Luis, pero no prosperó la propuesta. No queda exacta noticia de cuando desapareció de la plaza el monolito fernandino, quizá mediada la década de 1870, cuando al parecer se aprovechó el pilón y la fontanería para colocar la pequeña escultura de la llamada fuente del Cisne.

### La fuente del Cisne
Hacia 1872 ya aparece documentada en la plaza la fuente del Cisne, que antes había estado en el paseo de la Castellana. Fue instalada en la zona más arbolada, del lado de la calle del Príncipe, frente al Teatro Español. Mencionada y descrita por José Rincón Lazcano en su Historia de los monumentos de la Villa de Madrid (1909), el cisne y su serpiente asesina, aun encaramados en una breve base de rocalla, permanecían en la plaza, tras la ‘reforma’ que en 1925 hizo Cecilio Rodríguez.

### Calderón y Lorca
En el inicio del siglo xxi se conserva el monumento en mármol y bronce dedicado al dramaturgo del Siglo de Oro Pedro Calderón de la Barca, obra de Joan Figueras Vila concluida el 3 de diciembre de 1879. e inaugurada oficialmente en enero de 1880. La estatua, cedida por Adelardo López de Ayala, muestra a Calderón «sedente y arrogante sobre un pilar apuntado con volutas dóricas» y en cuya base se han reunido los símbolos de la Tragedia, la Comedia y el ángel de la Fama, además de unos bajorrelieves con escenas de La vida es sueño, El alcalde de Zalamea, El escondido y la tapada y La danza de la Muerte. En el pedestal puede leerse: «La vida es sueño, pero no su gloria».
También decora la plaza una pequeña estatua del poeta granadino Federico García Lorca, obra de Julio López Hernández de 1986, que se instaló ante el Teatro Español diez años después (1996).

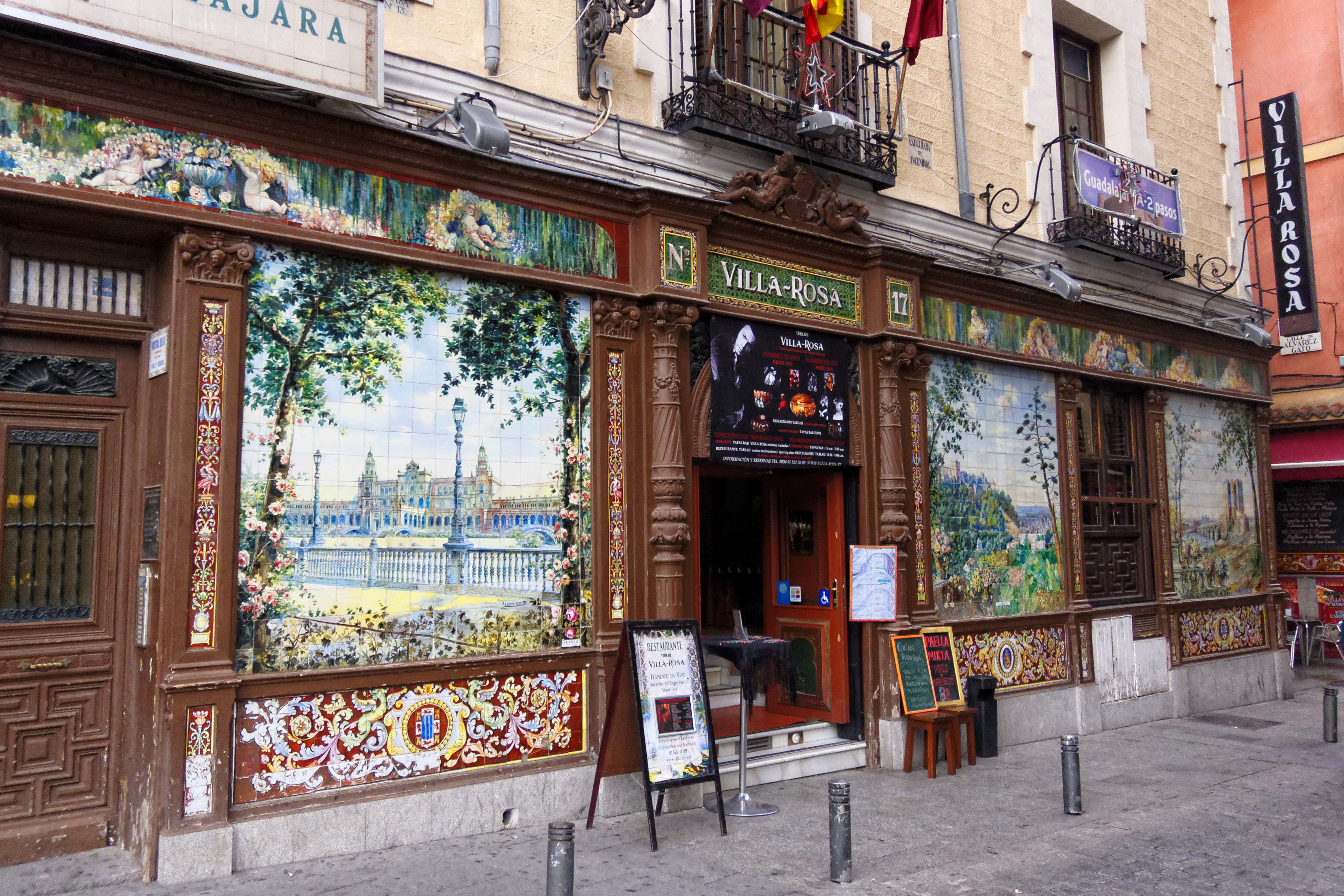
Villa Rosa, en el n.º 17
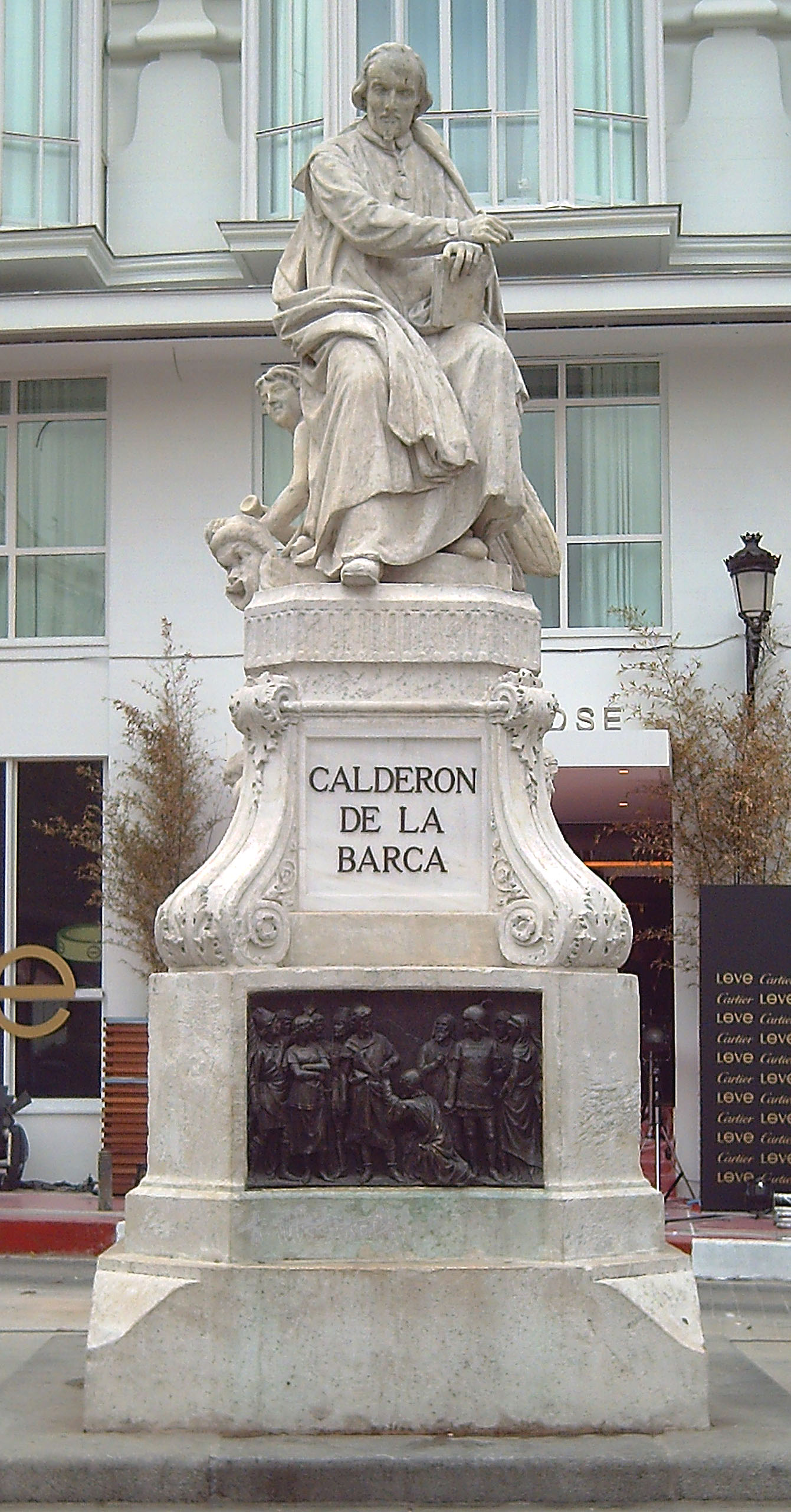
Monumento a Calderón de la Barca
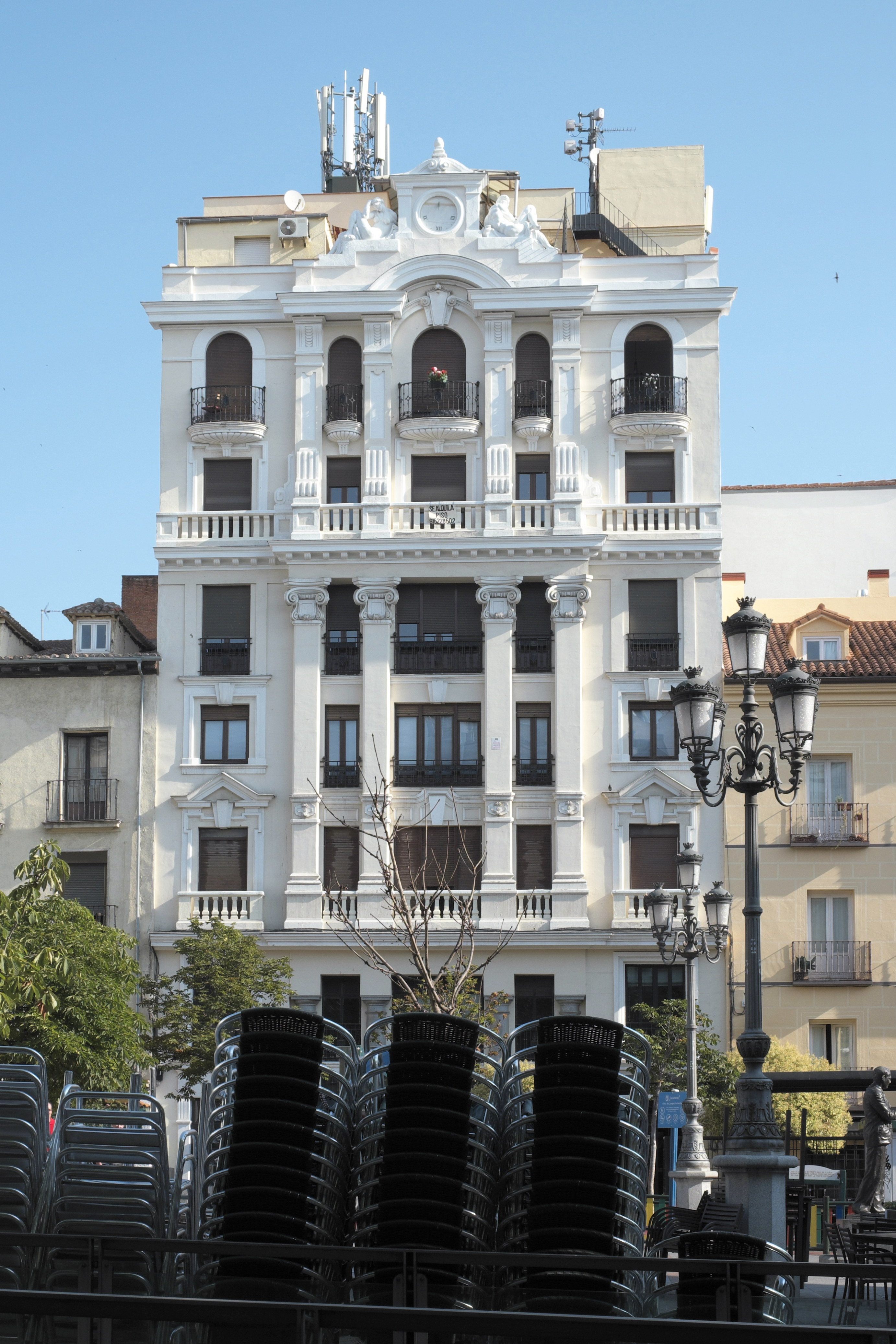
Edificio en el n.º 4 de la plaza
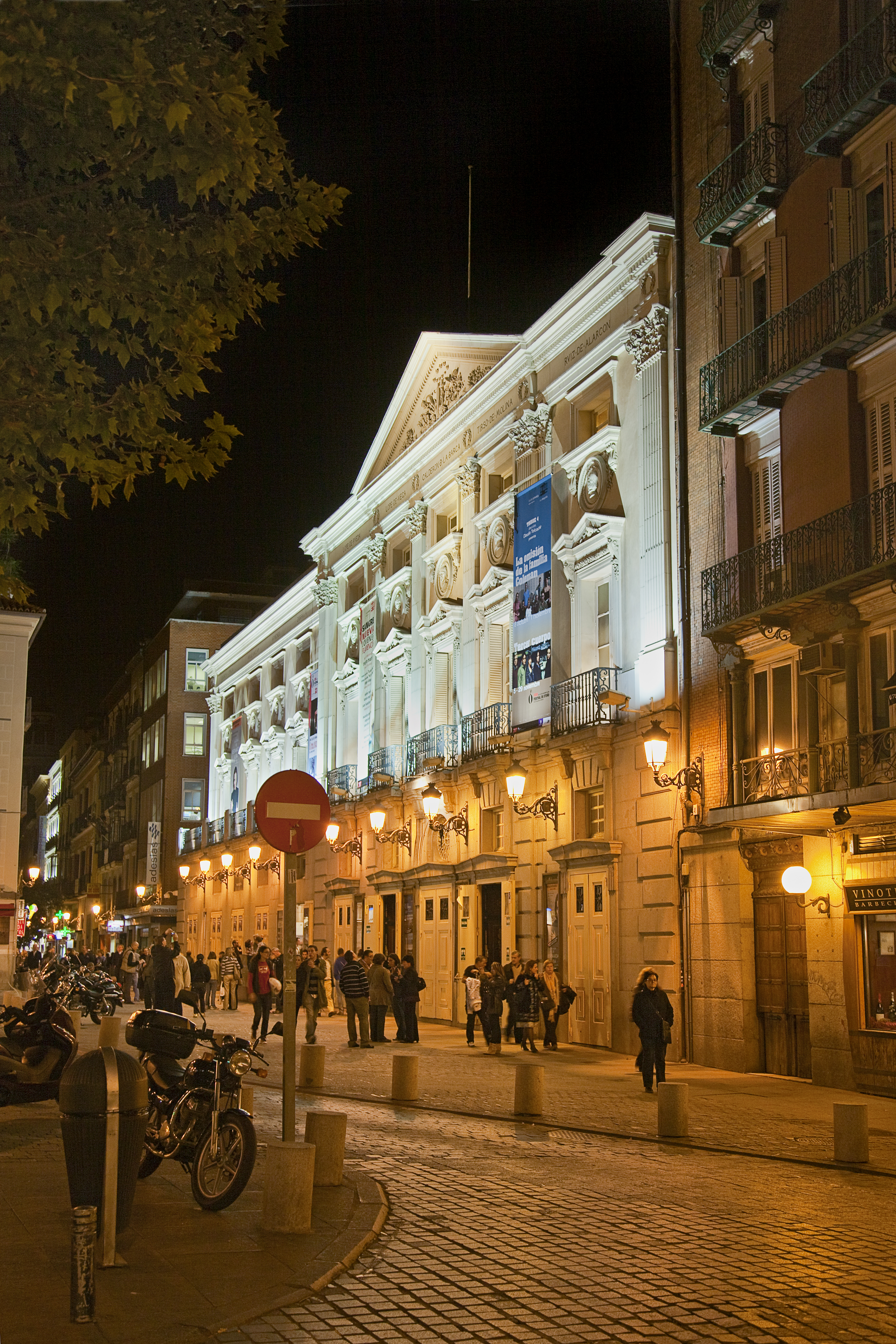
Teatro Español, calle del Príncipe, 25